# Pierluigi Sartorelli
Pierluigi Sartorelli (ur. 29 grudnia 1912 w Wenecji, zm. 28 kwietnia 1996) – włoski duchowny rzymskokatolicki, arcybiskup, dyplomata papieski.

## Biografia
19 września 1942 otrzymał święcenia prezbiteriatu i został kapłanem diecezji Fiume. W latach 1965–1967 pracował w Nuncjaturze Apostolskiej w Szwajcarii.
9 listopada 1967 papież Paweł VI mianował go pronuncjuszem apostolskim w Kenii, delegatem apostolskim Wschodniej Afryki oraz arcybiskupem tytularnym seminickim. 8 grudnia 1967 przyjął sakrę biskupią z rąk patriarchy Wenecji kard. Giovanniego Urbaniego. Współkonsekratorami byli biskupi pomocniczy patriarchatu Wenecji Giuseppe Olivotti oraz Maffeo Giovanni Ducoli.
Od 19 kwietnia 1968 do 22 grudnia 1970 abp Sartorelli pełnił ponadto urząd pronuncjusza apostolskiego w Tanzanii. W 1971 papież zniósł urząd delegata apostolskiego Wschodniej Afryki, łącząc go z funkcją szefa Nuncjatury Apostolskiej w Kenii. 7 października 1972 abp Sartorelli otrzymał nowe arcybiskupstwo tytularne - Castello.
Z kenijskiej placówki abp Sartorelli odszedł 16 stycznia 1976.